# رشحة
الرشحة هي سائل خارج الأوعية الدموية يحتوي على نسبة منخفضة من البروتين وثقل نوعي منخفض (<1.012). لديها عدد خلايا نواة منخفض (أقل من 500 إلى 1000 / ميكروليتر) وأنواع الخلايا الأولية هي خلايا وحيدة النواة : الضامة والخلايا الليمفاوية والخلايا المتوسطة . على سبيل المثال الرشاحة المستدقة من بلازما الدم هي رشحة. تنتج عن زيادة ضغط السوائل أو تناقص قوى الأورام الغروانية في البلازما.

## الرشحة مقابل النضحة
هناك تمييز مهم بين الرشحات والنضحات . تحدث الرشحات بسبب اضطرابات الضغط الاسموزي الهيدروستاتيكي أو الغرواني وليس الالتهاب. تحتوي على نسبة منخفضة من البروتين مقارنة بالنضحات وبالتالي تبدو أكثر وضوحًا. 
يمكن استخدام مستويات نازعة هيدروجين اللاكتات (LDH)  أو اختبار ريفالتا للتمييز بين الرشحة والنضحة . 
يتمثل دورها الرئيسي في الطبيعة في حماية عناصر الجلد والمواد الأخرى تحت الجلد من تأثيرات التلامس للمناخ الخارجي والبيئة والمواد الأخرى - كما أنها تلعب دورًا في النظافة التكميلية.[بحاجة لمصدر]

## علم الأمراض
تشمل الأسباب الأكثر شيوعًا للارتشاح المرضي الحالات التي :[بحاجة لمصدر]
- زيادة الضغط الهيدروستاتيكي في الأوعية : فشل القلب البطين الأيسر ،
- تقليل ضغط الأورام الغروانية في الأوعية الدموية :
  - تليف الكبد (يؤدي تليف الكبد إلى نقص ألبومين الدم وتقليل ضغط الأورام الغرواني في البلازما الذي يسبب الوذمة)
  - المتلازمة الكلوية (أيضًا بسبب نقص ألبومين الدم الناجم عن بروتينية ).
  - سوء التغذية (نقص الألبومين)